# Бесследный (эсминец)
«Бессле́дный» —эскадренный миноносец проекта 56 (кодовое обозначение НАТО — «Kotlin class destroyer»).

## История строительства
Зачислен в списки флота 15 сентября 1953 года. Заложен на ССЗ № 445 в Николаеве 1 апреля 1954 года (строительный № 1205), спущен на воду 5 ноября 1955 года, принят флотом 31 августа 1956 года, 6 ноября 1956 эсминец вступил в состав Черноморского флота.

## Особенности конструкции
«Бесследный» вступил в строй с обтекателями гребных валов и одним балансирным рулём. Перед передачей флоту на корабле усилили конструкции носовой надстройки. Во время проведения среднего ремонта (в 1964—1966 годах) фок-мачта на эсминце была заменена новой, усиленной конструкции, РЛС «Риф» — РЛС «Фут-Н» и РЛС «Якорь-М» — РЛС «Якорь-М2». Для проведения испытаний установили РЛС обнаружения воздушных целей П-10 (с антенным постом на ходовом мостике). В период модернизации корабля по проекту 56-ПЛО (1973—1976) установили РЛС «Дон» (с антенным постом на фок-мачте), на средней надстройке в районе кормового дымового кожуха — четыре спаренные 25-мм АУ 2М-ЗМ, а в районе носового автомата СМ-20-ЗИФ — устройство для приёма грузов на ходу, станцию определения теплового следа (СОТС) МИ-110К. При модернизации по проекту 56-ПЛО вместо РБУ-2500 на эсминец были установлены ракетно-бомбомётные установки РБУ-6000 (как и на «Московский комсомолец»). По некоторым данным ПЛРКК «Бурун» «Бесследный» не вооружался.

## Служба
В период с 20 июня по 3 августа 1957 года «Бесследный» совершил межфлотский переход на Тихоокеанский флот ВМФ СССР (через Суэцкий канал с заходом в Порт-Саид. В 1966 году эсминец был включён в состав 173-й БПЛК Камчатской флотилии разнородных сил. С 15 по 25 апреля 1970 года «Бесследный» принимал участие в манёврах «Океан», в ходе учений совершил вынужденный заход в иностранный порт для высадки больного. С 3 февраля по 9 июля 1971 года корабль выполнял задачи боевой службы в Индийском океане.
В период с 25 мая 1973 по 8 мая 1976 года «Бесследный» находился на модернизации по проекту 56-ПЛО на «Дальзаводе» (79-я бригада строящихся и ремонтируемых кораблей.
В 1976 году эскадренный миноносец совершил поход в Японское море. С 17 мая 1977 года находился на консервации и отстое. 24 апреля 1979 года «Бесследный» был выведен из консервации и включён в 175-ю БРК.
17 июля 1988 приказом министра обороны СССР «Бесследный» был исключён из списков ВМФ СССР и 1 октября 1988 расформирован; продан в 1989 году в Филиппины на металлолом, законвертован на ССЗ № 178, в 1990 году затонул при буксировке у Тайваня (Южно-Китайское море).

## Известные командиры (войсковая часть 10534)
- 1957 — капитан 2-го ранга В. Мамчинцев[1].
- -1969-1970 капитан 2 ранга Демышев Г. (подпись командира от 21.04.70 удостоверения о награждении медалью в честь 100-летия со дня рождения В.И. Ленина)
- 1970-1974 Капитан 3 ранга Николай Павлович Лознев

- 1974-1977 — капитан-лейтенант, с 1977 года – капитан 3-го ранга – Варламов Евгений Леонидович
- 1981 — капитан 3-го ранга А. Спиридонов[1].
- 1980 — капитан 3-го ранга Пасечник Александр Николаевич
- 1986 - 1988 капитан 3-го ранга Лукашин Валерий Борисович был старшим помощником
- 1987 -1988- капитан 2 ранга Пшенко Сергей

## Известные бортовые номера
В ходе службы эсминец сменил ряд следующих бортовых номеров:
- 1961 год — № 636;
- 1962 год — № 811;
- 1977 год — № 448;
- 1980 год - № 729;
- 1981 год — № 736;
- 1983—1985 годы — № 756 (по другим данным[уточнить] — № 736);
- 1986 год — № 753;
- 1988—1989 годы — № 756.